# Giro del Piemonte 1920
Il Giro del Piemonte 1920, tredicesima edizione della corsa, si svolse il 9 maggio 1920 su un percorso di 316 km. La vittoria fu appannaggio dell'italiano Costante Girardengo, che completò il percorso in 11h43'00", precedendo i connazionali Alfredo Sivocci e Gaetano Belloni.
Sul traguardo di Torino 14 ciclisti portarono a termine la competizione.

## Ordine d'arrivo (Top 10)
| Pos. | Corridore           | Squadra         | Tempo     |
| ---- | ------------------- | --------------- | --------- |
| 1    | Costante Girardengo | Stucchi         | 11h43'00" |
| 2    | Alfredo Sivocci     | Legnano-Pirelli | s.t.      |
| 3    | Gaetano Belloni     | Bianchi-Pirelli | s.t.      |
| 4    | Leopoldo Torricelli | Legnano-Pirelli | s.t.      |
| 5    | Giovanni Brunero    | Legnano-Pirelli | s.t.      |
| 6    | Ugo Ruggeri         | -               | s.t.      |
| 7    | Domenico Schierano  | -               | s.t.      |
| 8    | Paride Ferrari      | Legnano-Pirelli | s.t.      |
| 9    | Angelo Gremo        | Bianchi-Pirelli | s.t.      |
| 10   | Bartolomeo Aymo     | Ganna           | s.t.      |